# 11-й армейский корпус (Российская империя)
11-й армейский корпус — общевойсковое соединение (армейский корпус) Русской императорской армии. Сформирован 1 ноября 1876 года в составе 11-й, 32-й пехотных дивизий и 11-й кавалерийской дивизии. К 5 августа 1914 года был в составе 3-й армии Юго-Западного фронта.
Расформирован в январе 1918 года приказом по Румынскому фронту.

## Состав и участие в боевых действиях
До начала войны входил в Киевский военный округ. Состав на 18.07.14:
- 11-я пехотная дивизия
- 32-я пехотная дивизия
- 11-я кавалерийская дивизия
- 11-й мортирно-артиллерийский дивизион
- 21-й сапёрный батальон

Сражался в Рава-Русской операции 1914 г. и в Ченстохово-Краковской операции в ноябре 1914 г. В апреле - мае 1915 г. участвовал в Заднестровской операции. В августе 1915 г. успешно действовал под Трембовлем и Струсувом. Сражался в декабрьской операции 1915 г. на Стрыпе. Корпус - активный участник майского наступления 1916 г.

## Командование корпуса

### Командиры
- 01.11.1876 — 05.01.1879 — генерал-лейтенант князь Шаховской, Алексей Иванович
- 05.01.1879 — хх.хх.1887 — генерал-лейтенант (с 30.08.1885 генерал от инфантерии) барон фон Фиркс, Александр Александрович
- 05.10.1887 — 03.07.1894[9] — генерал-адъютант генерал-лейтенант (с 30.08.1892 генерал от кавалерии) князь Шаховской, Иван Фёдорович
- 21.07.1894 — 17.03.1895 — генерал-лейтенант Дукмасов, Павел Григорьевич
- 17.03.1895 — 30.04.1900 — генерал-лейтенант (с 06.12.1898 генерал от кавалерии) Дохтуров, Дмитрий Петрович
- 03.05.1900 — 12.05.1903[10] — генерал-лейтенант Филиппов, Владимир Николаевич
- 22.05.1903 — 01.06.1905 — генерал-лейтенант Таль, Александр Яковлевич
- 01.06.1905 — 07.08.1911 — генерал-адъютант генерал-лейтенант (с 06.12.1907 генерал от инфантерии) Фуллон, Иван Александрович
- 07.08.1911 — 13.12.1912 — генерал-лейтенант (с 06.12.1912 генерал от инфантерии) Подвальнюк, Николай Иванович
- 13.12.1913 — 22.08.1915 — генерал от кавалерии Сахаров, Владимир Викторович
- 04.09.1915 — 25.10.1915 — генерал от кавалерии Сахаров, Владимир Викторович
- 03.11.1915 — 06.04.1917 — генерал-лейтенант (с 10.04.1916 генерал от артиллерии) граф Баранцов, Михаил Александрович
- 06.04.1917 — хх.хх.хххх — генерал-лейтенант Гильчевский, Константин Лукич

### Начальники штаба
- 01.11.1876 — 14.09.1877 — полковник Бискупский, Константин Ксаверьевич
- 14.09.1877 — 08.01.1889 — генерал-майор (с 30.08.1888 генерал-лейтенант) Немира, Оттон Иосифович
- 11.02.1889 — 06.07.1890 — генерал-майор Лебединский, Василий Фёдорович
- 13.08.1890 — 15.07.1891 — полковник (с 30.08.1890 генерал-майор) Карпов, Александр Фёдорович
- 31.08.1891 — 02.03.1899 — генерал-майор Бекман, Владимир Александрович
- 17.03.1899 — 18.12.1900 — генерал-майор Масалов, Павел Гаврилович
- 24.12.1900 — 09.04.1901 — генерал-майор Эверт, Алексей Ермолаевич
- 25.04.1901 — 19.03.1903 — генерал-майор Перлик, Дмитрий Иванович
- 17.05.1903 — 14.03.1904 — генерал-майор Потоцкий, Пётр Платонович
- 14.03.1904 — 10.01.1909 — генерал-майор Зегелов, Александр Александрович
- 13.02.1909 — 05.07.1910 — генерал-майор барон Фиркс, Николай Александрович
- 09.07.1910 — 29.01.1913 — генерал-майор Мачуговский, Николай Иванович
- 29.01.1913 — 23.05.1914 — генерал-майор Калачов, Николай Христофорович
- 23.05.1914 — 26.02.1915 — генерал-майор Сулькевич, Матвей Александрович
- 09.03.1915 — 07.06.1916 — генерал-майор Сушков, Владимир Николаевич
- 07.06.1916 — 15.06.1917 — генерал-майор Пархомов, Дмитрий Николаевич
- 19.06.1917 — хх.хх.хххх — генерал-майор Шеманский, Анатолий Дмитриевич

### Начальники артиллерии
В 1910 году должность начальника артиллерии корпуса была заменена должностью инспектора артиллерии корпуса, и 28.07.1910 последний начальник артиллерии корпуса А. Д. Сташевский был назначен инспектором артиллерии корпуса.
С середины 1880-х гг. должность начальника / инспектора артиллерии корпуса соответствовала чину генерал-лейтенанта. Лица, назначаемые на этот пост в чине генерал-майора, являлись исправляющими должность и утверждались в ней одновременно с производством в генерал-лейтенанты
- 04.11.1876 — 19.03.1877 — генерал-майор Филимонов, Василий Семёнович
- 19.03.1877 — 14.09.1877 — генерал-майор Колмыков, Василий Александрович
- 14.09.1877 — 09.10.1879 — генерал-майор Клевецкий, Александр Захарьевич
- 09.10.1879 — 20.08.1882 — генерал-майор Свиты Е. И. В. (с 30.08.1881 генерал-лейтенант) Евреинов, Николай Данилович
- 20.08.1882 — 26.03.1890 — генерал-майор (с 06.05.1884 генерал-лейтенант) Аносов, Алексей Васильевич
- 02.05.1890 — 30.11.1892 — генерал-лейтенант Кобылинский, Степан Осипович
- 30.01.1893 — 14.11.1899 — генерал-майор (с 30.08.1893 генерал-лейтенант) Лесовой, Иван Мартынович
- 05.12.1899 — 14.09.1903 — генерал-майор (с 01.04.1901 генерал-лейтенант) Прежбяно, Константин Павлович
- 14.10.1903 — 12.10.1907 — генерал-майор (с 06.12.1906 генерал-лейтенант) барон фон Бутлер, Иван Рейнгольдович
- 14.11.1907 — 09.11.1908 — генерал-лейтенант Ивашенцов, Сергей Васильевич
- 23.11.1908 — 06.02.1910 — генерал-майор (с 04.12.1908 генерал-лейтенант) Гаитенов, Валериан Михайлович
- 06.02.1910 — 07.01.1913 — генерал-майор (с 18.04.1910 генерал-лейтенант) Сташевский, Арсений Дмитриевич
- 11.01.1913 — 19.02.1917 — генерал-майор (с 14.04.1913 генерал-лейтенант) Фролов, Михаил Михайлович
- 27.02.1917 — хх.хх.хххх — и. д. генерал-майор Никитин, Александр Владимирович